# Province d'Acobamba
La province d'Acobamba (en espagnol : Provincia de Acobamba) est l'une des sept provinces de la région de Huancavelica, dans le centre du Pérou. Son chef-lieu est la ville d'Acobamba.

## Géographie
La province couvre une superficie de 910,82 km2. Elle est limitée au nord par la province de Churcampa, à l'est par la province de Huanta (région d'Ayacucho), au sud par la province d'Angaraes, et à l'ouest par la province de Huancavelica.

## Population
La population de la province s'élevait à 63 792 habitants en 2007.

## Subdivisions
La province d'Acobamba est divisée en huit districts :
- Acobamba
- Andabamba
- Anta
- Caja
- Marcas
- Paucará
- Pomacocha
- Rosario